# II liga polska na żużlu (2022)
2. Liga Żużlowa 2022 – najniższa klasa rozgrywkowa drużynowych mistrzostw Polski na żużlu. W 2022 roku występuje w niej 7 zespołów (w tym 1 zagraniczny). W poprzednim sezonie do I ligi żużlowej awansował Trans MF Landshut Devil pokonując OK Bedmet Kolejarz Opole w finale play-off. Z I ligi spadła Unia Tarnów. Sezon rozpoczął mecz pomiędzy Unią Tarnów a SpecHouse PSŻ Poznań zakończony wynikiem 46:44. Organizatorem rozgrywek jest Główna Komisja Sportu Żużlowego (GKSŻ). 

## Drużyny
Ze względu na najniższy krajowy szczebel, 2. liga żużlowa nie posiada stałej liczby zespołów. W 2022 roku jest ona nieparzysta i wynosi ona 7, więc jedna z drużyn jest zmuszona pauzować co kolejkę (każda dwukrotnie w sezonie). Po ponad 2 latach przerwy na mapę polskiego żużla powraca Budmax-Stal Polonia Piła. W wyniku spadku z I ligi żużlowej do grona uczestników dołączyła Unia Tarnów.   
| Skrót | Pełna nazwa                        | Sezon 2021 | Msc. |
| ----- | ---------------------------------- | ---------- | ---- |
| OPO   | OK Bedmet Kolejarz Opole           | 2. liga    | 2    |
| RAW   | Metalika Recycling Kolejarz Rawicz | 2. liga    | 3    |
| DYN   | Optibet Lokomotiv Dyneburg         | 2. liga    | 4    |
| RZE   | Texom Stal Rzeszów                 | 2. liga    | 5    |
| POZ   | SpecHouse PSŻ Poznań               | 2. liga    | 6    |
| TAR   | Unia Tarnów                        | 1. liga    | 8    |
| PIŁ   | Budmax-Stal Polonia Piła           | brak       | brak |

## Rozgrywki
Sezon składa się z 14 kolejek, w każdej po 3 mecze. Zespoły otrzymują 2 pkt. za zwycięstwo, 1 pkt za remis oraz 0 pkt. za porażkę. Dodatkowo drużyna, która zdobędzie więcej punktów w dwumeczu otrzymuje bonusowy punkt. W przypadku wyniku remisowego żadna z drużyn nie dostaje punktu. Zawody są rozgrywane w systemie kołowym, w którym każdy z uczestników gra z każdym dwa razy w sezonie - raz u siebie, a raz na wyjeździe. Każda drużyna pauzuje dwa razy w sezonie.

### Tabela
| Msc. | Drużyna                            | M | Z | R | P | B | Pkt | +/- | Kwalifikacja lub spadek |
| ---- | ---------------------------------- | - | - | - | - | - | --- | --- | ----------------------- |
| 1    | SpecHouse PSŻ Poznań               | 5 | 4 | 0 | 1 | 0 | 8   | +73 | Awans do Play-off       |
| 2    | OK Bedmet Kolejarz Opole           | 5 | 3 | 0 | 2 | 0 | 6   | +50 | Awans do Play-off       |
| 3    | Optibet Lokomotiv Dyneburg         | 5 | 2 | 1 | 2 | 0 | 5   | +16 | Awans do Play-off       |
| 4    | Texom Stal Rzeszów                 | 5 | 2 | 0 | 3 | 0 | 4   | −4  | Awans do Play-off       |
| 5    | Unia Tarnów                        | 4 | 2 | 0 | 2 | 0 | 4   | −38 |                         |
| 6    | Metalika Recycling Kolejarz Rawicz | 5 | 2 | 0 | 3 | 0 | 4   | −38 |                         |
| 7    | Budmax-Stal Polonia Piła           | 5 | 1 | 1 | 3 | 0 | 3   | −59 |                         |

### Wyniki
| Gospodarz \ Gość                   | OPO   | RAW   | DYN   | RZE   | POZ   | TAR   | PIŁ   |
| ---------------------------------- | ----- | ----- | ----- | ----- | ----- | ----- | ----- |
| OK Bedmet Kolejarz Opole           |       | 58–32 | 53–37 | -     | -     | -     | -     |
| Metalika Recycling Kolejarz Rawicz | -     |       | -     | 46–42 | 38–51 | -     | -     |
| Optibet Lokomotiv Dyneburg         | -     | 44–45 |       | 47–42 | -     | 59–31 | -     |
| Texom Stal Rzeszów                 | 30–28 | -     | -     |       | 42–48 | -     | -     |
| SpecHouse PSŻ Poznań               | 52–38 | -     | -     | -     |       | -     | 66–24 |
| Unia Tarnów                        | 33–57 | -     | -     | -     | 46–44 |       | 51–39 |
| Budmax-Stal Polonia Piła           | -     | 47–43 | 45–45 | 40–49 | -     | -     |       |

### Lider kolejka po kolejce
Unia Tarnów jako jedyna rozegrała swój mecz 1. kolejki w podstawowym terminie, dlatego została liderem 2. ligi żużlowej.

### Play-off
W play-offach wystąpią 4 najwyżej sklasyfikowane drużyny po części zasadniczej. Zostaną rozegrane mecze półfinałowe w parach zajmujących miejsca 1-4 oraz 2-3. Pierwsze mecze odbędą się 6 i 7 sierpnia, natomiast mecze rewanżowe 20 i 21 sierpnia. Do finału awansują zwycięzcy półfinałów, którzy zmierzą się w dwumeczu rozgrywanym w dniach 11 września oraz 18 września. Drużyna, która wygra finał awansuje do I ligi żużlowej 2023.
|  |          |                 |          |  |  |       |       |       |
|  | Półfinał | Półfinał        | Półfinał |  |  | Finał | Finał | Finał |
|  | Półfinał | Półfinał        | Półfinał |  |  | Finał | Finał | Finał |
|  |          |                 |          |  |  |       |       |       |
|  |          |                 |          |  |  |       |       |       |
|  | 1.       | drużyna 2. ligi |          |  |  |       |       |       |
|  | 1.       | drużyna 2. ligi |          |  |  |       |       |       |
|  | 4.       | drużyna 2. ligi |          |  |  |       |       |       |
|  | 4.       | drużyna 2. ligi |          |  |  |       |       |       |
|  |          |                 |          |  |  |       |       |       |
|  |          |                 |          |  |  |       |       |       |
|  | 2.       | drużyna 2. ligi |          |  |  |       |       |       |
|  | 2.       | drużyna 2. ligi |          |  |  |       |       |       |
|  | 3.       | drużyna 2. ligi |          |  |  |       |       |       |
|  | 3.       | drużyna 2. ligi |          |  |  |       |       |       |
|  |          |                 |          |  |  |       |       |       |

## Transmisje
Od sezonu 2022 wyłączne prawa telewizyjne do transmitowania meczów posiada CANAL+, który będzie transmitował jeden mecz w każdej kolejce.

## Stadiony
| Miejscowość | Stadion                           | Klub                               | Pojemność |
| ----------- | --------------------------------- | ---------------------------------- | --------- |
| Tarnów      | Stadion Miejski Jaskółcze Gniazdo | Unia Tarnów                        | 14 790    |
| Piła        | Stadion żużlowy                   | Budmax-Stal Polonia Piła           | 12 000    |
| Rzeszów     | Stadion Miejski "Stal"            | Texom Stal Rzeszów                 | 11 547    |
| Dyneburg    | Stadions Lokomotīve               | Optibet Lokomotiv Dyneburg         | 10 000    |
| Poznań      | Stadion Golęcin                   | SpecHouse PSŻ Poznań               | 9 000     |
| Opole       | Stadion im. Mariana Spychały      | OK Bedmet Kolejarz Opole           | 8 000     |
| Rawicz      | Stadion im. Floriana Kapały       | Metalika Recycling Kolejarz Rawicz | 7 000     |